# Agrostis pernambucensis
Agrostis pernambucensis é uma espécie de gramínea do gênero Agrostis, pertencente à família Poaceae.